# Kenny Bräck

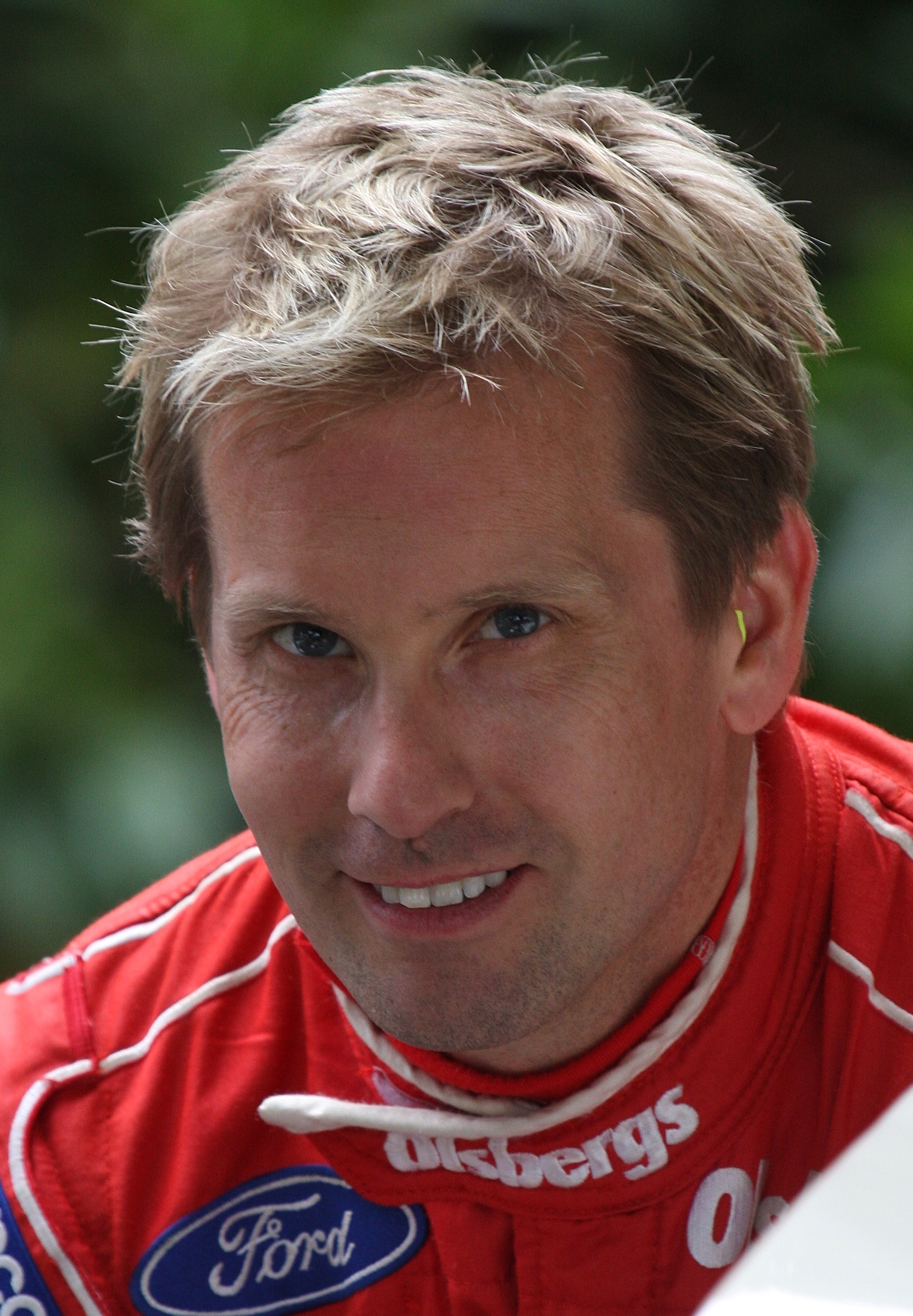
Kenny Bräck

Kenny Bräck (Arvika, 21 maart 1966) is een voormalig Zweeds autocoureur.
Bräck leerde al op jonge leeftijd rijden op bevroren meren in Zweden. Een buurman introduceerde hem op dertienjarige leeftijd in de karting. Hij reed al erg vroeg in erg diverse series: de Britse en Zweedse Formule Ford en Formule 3, de Europese Formule Opel Lotus, in de Renault Clio Cup en in de Verenigde Staten in de Barber Saab Pro Series.
In 1994 reed hij in de Formule 3000. In 1995 werd hij derde in het kampioenschap. Hierdoor kon hij gaan testen bij Arrows maar verliet het team om zich beter te kunnen concentreren op de Formule 3000. Hij won de laatste race van het kampioenschap maar werd gediskwalificeerd waardoor hij tweede werd in het kampioenschap van 1996.
Hij ging hierna in de IndyCar rijden en won het kampioenschap in 1998. Daarnaast won hij ook de Indianapolis 500 voor het team van legende A.J. Foyt. Hierna ging hij in de CART rijden voor Team Rahal-Letterman. Hij won dat jaar de titel van Rookie Of The Year door tweede te eindigen in het kampioenschap. Hij won dat seizoen vier races en mocht zesmaal vanop de pole-position starten.
In 2001 reed hij in de International Race of Champions-klasse, een stock car klasse waar je enkel op uitnodiging in kunt rijden. Hij werd derde in het kampioenschap en scoorde het hoogste aantal punten voor een niet-stock car rijder.
Bräck kwam terug in de Indy Racing League met Rahal Letterman Racing. Zijn beste resultaat was een tweede plaats op het Twin Ring Montegi-circuit in Japan. Tijdens de laatste race van het jaar op de Texas Motor Speedway had Bräck een ernstige crash waarbij hij een gebroken borstbeen en dijbeen, een gebarsten wervel en verbrijzelde enkels opliep. Hij had 18 maanden nodig om van zijn blessures te herstellen.
Hij racete daarna nog wel in de Indianapolis 500 in 2005 waarin hij de snelste kwalificatietijd neerzette. Hij moest door mechanische problemen opgeven.
Sinds 2006 leeft Bräck in België. Hij is onder andere manager van Marcus Ericsson. Hij speelt ook in zijn rockband Bräck. Daarnaast is Bräck lid van de raad van beheer van het Zweedse bedrijf Mekomen, dat gespecialiseerd is in reserveonderdelen voor auto's.